# The Super Ball
The Super Ball（ザ スーパーボール）は、日本の音楽グループ。佐々木陽吾と吉田理幹によるツインボーカルユニット。

## メンバー
佐々木 陽吾（ささき ようご、1990年11月19日 - ）
リーダー、ギターボーカル
青森県つがる市出身
宇都宮大学卒業
身長185m
津軽弁、竹馬、ボーリングを得意とする。
部活では野球、バスケットボールなどの経験あり。
小学生の頃ピアノを習い始める。
中学生でギターをはじめ、高校の時ザ・クロマニヨンズのコピーバンドを組み、ステージに立つ楽しさを覚える。
両親は教師であり、自身も教員免許を持つ。
共同生活では、主な家事、光熱費の管理、など生活面を支えていた。
吉田 理幹（よしだ りき、1991年4月2日 - ）
キャプテン、ピアノボーカル
神奈川県横浜市出身
早稲田大学卒業
身長180m
両親がミュージシャンを目指していたこともあり、音楽に囲まれて育つ。高校では野球の強豪校、神奈川の桐光学園高校の野球部に所属、三年間寮生活を送りプロ野球選手を目指すが周囲のレベルの高さに断念し音楽の道に進むことを決意。大学ではゴスペラーズも所属していた「Street Corner Symphony」（通称SCS ）でアカペラグループ「ryyyyy」にて活動。注目されていた。
ライブのセットリストや曲のアレンジ等、主に音楽面を担当。

## 来歴
2011年 レコード会社のオーディション最終選考に残った事が出会い。控え室で佐々木から吉田に声をかけ連絡先を交換する。吉田はこの時の事を、イヤホンをつけて集中している自分に軽く声をかけてきた佐々木を苦手に感じていたと、よく笑って話している。
その後、それぞれソロ活動を続けるもなかなか上手くいかず、一年後、吉田が佐々木に連絡し再会。飲みに行った流れでスタジオに入り声を合わせてみると、相性の良さと可能性を感じ、試しにライブをやってみようと話が進んだ。
この時初めて二人が声を合わせたのが、デビューシングル「トモダチメートル」のカップリング曲として収録されている「ココロのブランケット」であり、吉田が高校生の時に作った楽曲で、佐々木も気に入りライブでの定番曲となった。The Super Ball結成のきっかけとも言える楽曲である。
ライブをするにあたり、ユニット名をつけることになるが、当時佐々木が玩具の「スーパーボール」にはまっており、その予測できないところに弾んで飛んでいく跳躍力や勢い、カラフルでポップなイメージ、そして覚えやすく「スパボ」と略してもらえるのでは、との理由ですぐに決定、The Super Ballの誕生である。(当時はSuper Bowl)
2013年9月 初ライブにてオリジナル曲やカバー曲を披露、その後もライブハウスへの出演や路上ライブを続け、翌2014年8月下北沢440にてワンマンライブを行う。
その後、いつでも音楽に時間を費やせるように、と𠮷田が佐々木のアパートに転がり込む形で共同生活がスタートし、SNSで毎日カバー動画を配信したり、すぐに路上ライブに出るなど、精力的に活動を続けていた。
5年間の共同生活では、一度もケンカをしたことがなかったほど仲がいいことは有名である。

## ディスコグラフィ

### シングル
| 枚             | 発売日         | タイトル                                                 | 規格品番                                  | 収録曲 | 備考                          |  |
| 1st            | 2016年7月20日  | トモダチメートル                                         | TKCA-74377(初回限定盤) TKCA-74381(通常盤) | 〔CD〕 1. トモダチメートル 2. ココロのブランケット 3. トモダチメートル（instrumental） 4. ココロのブランケット（instrumental） 5. トモダチメートル（tv-version）-通常盤のみ 〔DVD〕(初回限定盤のみ) 1. トモダチメートル music video 2. トモダチメートル music video -Yogo solo edit- 3. トモダチメートル music video -Riki solo edit-- | オリコン最高37位 登場回数3回  |  |
| コラボシングル | 2016年10月19日 | Rin! Rin! Hi! Hi! ハシグチカナデリヤ hugs The Super Ball | TKCA-74425(初回限定盤) TKCA-74426(通常盤) | 〔CD〕 1. Rin! Rin! Hi! Hi! 2. カメレオマン 3. Rin! Rin! Hi! Hi!（instrumental） 4. カメレオマン（instrumental） 〔DVD〕(初回限定盤のみ) 1. Rin! Rin! Hi! Hi!（music clip）- | オリコン最高55位 登場回数2回  |  |
| 2nd            | 2017年1月18日  | キミノコエガ・・・。                                     | TKCA-74431(初回限定盤) TKCA-74432(通常盤) | 〔CD〕 1. キミノコエガ・・・。 2. おいで 3. キミノコエガ・・・。(instrumental) 4. おいで(instrumental) -初回限定盤のみ 5. キミノコエガ・・・。(tv-version)-通常盤のみ 〔DVD〕(初回限定盤のみ) 1. キミノコエガ・・・。(Music Clip) 2. キミノコエガ・・・。(Making Video)-                                                               | オリコン最高29位 登場回数1回- |  |
| 3rd            | 2018年1月24日  | MAGIC MUSIC                                              | TKCA-74607(初回限定盤) TKCA-74608(通常盤) | 〔CD〕 1. MAGIC MUSIC 2. 人生ゲーム 3. MAGIC MUSIC （Acoustic ver.）-通常盤のみ 4. MAGIC MUSIC（instrumental） 5. 人生ゲーム（instrumental） 〔DVD〕(初回限定盤のみ) 1. MV＋MVメイキング- | オリコン最高56位 登場回数1回- |  |
| 4th            | 2018年5月16日  | Second                                                   | TKCA-74652(初回限定盤) TKCA-74653         | 〔CD〕 1. Second 2. 弘前公園 3. Second（Acoustic ver.）-通常盤のみ 4. Second（Instrumental） 5. 弘前公園（Instrumental） 〔DVD〕(初回限定盤のみ) 1. Second（Music Video）+Second（Making Video） | オリコン最高27位 登場回数1回- |  |
| 5th            | 2019年2月20日  | アイビー                                                 | TKCA-74767(初回限定盤) TKCA-74768         | 〔CD〕 1. アイビー 2. Juice 3. 流れ星の街（Piano ver.） 4. アイビー（Instrumental） 5. Juice（Instrumental） 〔DVD〕(初回限定盤のみ) 1. アイビー (Music Video) + メイキング映像 | オリコン最高31位 登場回数1回- |  |
| 6th            | 2019年7月17日  | 花火                                                     | TKCA-74803(初回限定盤) TKCA-74804         | 〔CD〕 1. 花火 2. 夏の神様 3. サンサーラ 4. 花火（Instrumental） 5. 夏の神様（Instrumental） 〔DVD〕(初回限定盤のみ) 1. 花火 (Music Video) 2. 花火(Making Video) 3. 「東名阪ワンマンツアー」Road Movie | オリコン最高20位 登場回数1回- |  |

### アルバム
| 枚   | 発売日         | タイトル                 | 規格品番                                  | 収録曲 | 備考                          |  |
| ---- | -------------- | ------------------------ | ----------------------------------------- | --- | ----------------------------- |  |
| ミニ | 2015年7月4日   | The Super Ball           |                                           | 〔CD〕 1. 秘密 2. ふたつのかげ 3. 三日月に腰かけて 4. ワッペン 5. tell me why 6. はなうたのメロディ |                               |  |
| 1st  | 2017年2月15日  | スパボ！スパボ！スパボ！ | TKCA-74441(初回限定盤) TKCA-74442(通常盤) | 〔CD〕 1. ミライキャッチャー 2. 明日、君の涙が止む頃には 3. SKY 4. キミノコエガ・・・。 5. tell me why 6. RUN 7. おいで 8. トモダチメートル 9. シアワセ 10. 夢人島へGO!! 11. 秘密 12. ココロのブランケット 13. Rin! Rin! Hi! Hi! -スパボver 〔DVD〕(初回限定盤のみ) 1. 明日、君の涙が止む頃には（Music Clip） 2. 明日、君の涙が止む頃には（Yogo solo edit） 3. 明日、君の涙が止む頃には（Riki solo edit）-      | オリコン最高43位 登場回数1回- |  |
| 2nd  | 2018年8月22日  | Out Of Bounds            | TKCA-74677(初回限定盤) TKCA-74678(通常盤) | 〔CD〕 1. フタリボシ 2. ヒカリグライダー 3. ラブソング 4. Second 5. 消せないルール 6. are you ready ? 7. FUSEKI 8. MAGIC MUSIC 9. がんばれないときも。 10. Night Parade 11. 雨音が止む前に 12. 真夏の夜空とシンデレラ 13. キミ by me（※通常盤にのみ収録） 〔DVD〕(初回限定盤のみ) 1. ラブソング（Music Video） 2. 消せないルール（Music Video） 3. ラブソング（Making Video） 4. 消せないルール（Making Video） | オリコン最高47位 登場回数1回- |  |
| 3rd  | 2019年11月20日 | プレーンバニラ           | TKCA-74858(初回限定版) TKCA-74859(通常盤) | 〔CD〕 1. キャンバス 2. blue 3. Mr.スーパーマン 4. 泣かないで 5. 花火 6. LOVE 7. アイビー 8. お願いごと 9. ヒーロー 10. 涙の色 11. It's my ラプソディ 〔DVD〕(初回限定盤のみ) ■blue(Music Video) ■2019年7月20日「SPB 3rd ANNIVERSARY LIVE」公演ライブ映像 1. Second(Live) 2. 花火(Live) 3. アイビー(Live) 4. キミ by me(Live) 5. トモダチメートル(Live) 6. 弘前公園(Live)                                       |                               |  |

## タイアップ一覧
| 曲名                     | タイアップ                                                                  |  |
| ------------------------ | --------------------------------------------------------------------------- |  |
| トモダチメートル         | TOKYO MX他TVアニメ「不機嫌なモノノケ庵」2016年7月-10月オープニングテーマ    |  |
| トモダチメートル         | tvk「音楽缶」7月度テーマソング                                              |  |
| Rin! Rin! Hi! Hi!        | TOKYOMX他TVアニメ「ナンバカ」10月-12月オープニングテーマ                    |  |
| キミノコエガ…。          | TOKYOMX他TVアニメ「エルドライブ【ēlDLIVE】」2017年1月-3月エンディングテーマ |  |
| キミノコエガ…。          | NBCラジオ佐賀「ここ♥らじ」1月マンスリーテーマ                               |  |
| 明日、君の涙が止む頃には | 日本テレビ系「バズリズム」2月度エンディングテーマ                           |  |
| 明日、君の涙が止む頃には | 札幌テレビ「ジョシスタあいく的」2月度エンディングテーマ                     |  |
| 明日、君の涙が止む頃には | CBCテレビ「＃やすだの歩き方」2月度エンディングテーマ                        |  |
| 明日、君の涙が止む頃には | テレビ西日本「ももち浜DXストア」2月度エンディングテーマ                     |  |
| 明日、君の涙が止む頃には | FM青森「ヒルモット！」4月-6月エンディングテーマ                             |  |
| MAGIC MUSIC              | TBS系テレビ「王様のブランチ」2018年1月度エンディングテーマ                  |  |
| Second                   | TBS系テレビ「CDTV」5月度エンディングテーマ                                  |  |
| ヒカリグライダー         | KBS京都「第100回全国高等学校野球選手権記念京都大会」オープニングテーマ      |  |
| ヒカリグライダー         | 日本テレビ系「PON！」8月度エンディングテーマ                                |  |
| ラブソング               | テレビ埼玉「マチコミ」8月度エンディングテーマ                               |  |
| ラブソング               | テレビ北海道「スイッチン！」8月度エンディングテーマ                         |  |
| がんばれないときも。     | KBCラジオ「ドォーモ×ラジオ」10月エンディングテーマ                          |  |
| FUSEKI                   | BSテレ東土曜ドラマ9「サイレント・ヴォイス 行動心理捜査官・楯岡絵麻」主題歌  |  |
| アイビー                 | テレビ朝日系「Break Out」2019年2月度エンディング・トラック                  |  |
| アイビー                 | テレビ埼玉「V-Clips」2月度オープニング曲                                    |  |
| Juice                    | NHK-FM「ミュージックライン」 平成30年度2・3月オープニングテーマ             |  |
| サンサーラ               | フジテレビ系「ザ・ノンフィクションミ」 2019年4月～テーマソング              |  |
| 夏の神様                 | 青森朝日放送「めざせ甲子園2019」テーマソング                                |  |
| 花火                     | テレビ東京「プレミアMelodiX!」 7月度エンディングテーマ                      |  |
| blue                     | RABラジオ「今日も！あさぷり」 11月度エンディングテーマ                      |  |
| キャンバス               | 宝塚大学WebCM 2020.2～                                                      |  |